# سون هاوس
سون هاوس (بالإنجليزية: Son House)‏ هو عازف قيثارة ومغني أمريكي، ولد في 21 مارس 1902 في ليون في الولايات المتحدة، وتوفي في 19 أكتوبر 1988 في ديترويت في الولايات المتحدة بسبب سرطان.

## وصلات خارجية
- سون هاوس على موقع IMDb (الإنجليزية)
- سون هاوس على موقع الموسوعة البريطانية (الإنجليزية)
- سون هاوس على موقع ميوزك برينز (الإنجليزية)
- سون هاوس على موقع أول ميوزيك (الإنجليزية)
- سون هاوس على موقع ديسكوغز (الإنجليزية)
- سون هاوس على موقع قاعدة بيانات الفيلم (الإنجليزية)